# 中原中心論
中原中心論，又稱中原核心論、中原中心一元論、黃河流域文明中心論、黃河文明中心論，是對於中國史前文化的一個考古學假說，於1950年代於中華人民共和國興起，由學者夏鼐、安志敏、石興邦等人提倡。這個學說認為，中國文明最早單一起源自黃河流域中游地區的黃河文明，之後向四周傳播。具有中國民族主義與中國中心主義色彩，是一種大中國史觀。在1970年代曾受質疑，在1980年代後重新盛行於中華人民共和國學術圈。

## 概論
中原中心說興起於1949年中華人民共和國建國之後，用於對抗安特生的中國文明西來說，以及李濟、傅斯年、梁思永、徐中舒等人提倡的夷夏東西說（又稱中國文化東西二元對立說）。這個學說由廟底溝文化、二里頭文化等考古發掘所支持，張光直曾於1959年發表〈中國新石器時代文化斷代〉支持這個學說。
在1970年代中國發掘河姆渡遺址之後，由於年代早於黃河流域中游，中原中心說開始被質疑。早期支持中原中心說的學者，如張光直、蘇秉琦等人，轉而提倡區域文化中心論，主張中國文化有多個不同中心。張光直於1963年出版的《古代中國考古學》第一版，曾主張中原中心一元論，在1986年第四版，改為中華文化分為內蒙古長城、仰韶、大汶口、大溪、太湖長江三角洲、台灣大坌坑等六個文化核心圈，相互影響。
在1980年代之後，中原中心論在中華人民共和國重新興起，由嚴文明、張學海、韓建業、趙輝等學者重新提倡，他們認為雖然中華文化雖可分為五個區域中心，但都圍繞在中原文化區外圍，以中原文化為中心。這稱為新中原中心論，是中國文化多元一體格局論的一種。